# Sovrani di Francia
Quello che segue è un elenco dei monarchi francesi che hanno governato la Francia dal Medioevo al XIX secolo. Una voce a parte è dedicata ai capi di Stato della Francia dal XIX secolo a oggi.

## Complicazioni del titolo
Il vero inizio della monarchia francese è controverso. Gran parte della questione origina dalla nascita della Francia come regno distinto nel Medioevo, ovvero diversi secoli dopo che l'Impero romano perse il controllo sul territorio che ora costituisce gran parte dell'Europa occidentale e centrale.

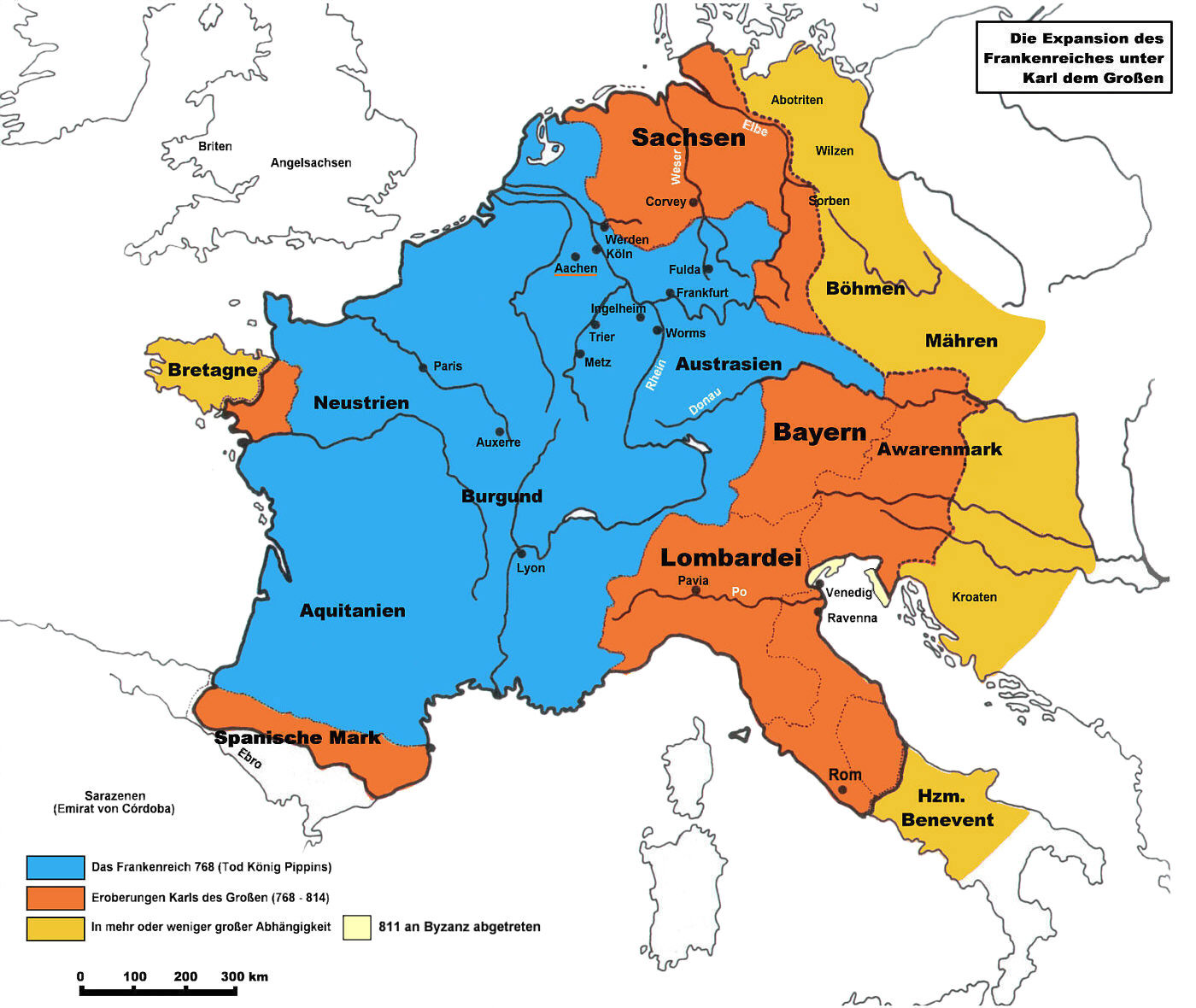
Regno di Carlo Magno dopo la sconfitta degli Avari (791).

Molti medievisti sostengono che l'esistenza della Francia come tale non iniziò fino all'avvento della dinastia Capetingia nel 987, allorquando si riuscì a instaurare una regolare e unitaria successione reale, oppure, volendo anticipare la data, con la costituzione del Regno dei Franchi Occidentali dopo il Trattato di Verdun dell'843. Questa visione comunque è problematica, in parte a causa dell'esistenza di tradizioni secolari che collocano la nascita della Francia nel Regno franco merovingio fondato da Clodoveo. Questo regno nacque nel V secolo, e i suoi governanti vennero deposti nell'VIII. Questa tradizione è in parte basata sul bisogno dei re capetingi (post-carolingi) di rafforzare la loro pretesa al trono. Con il passare del tempo, queste pretese divennero parte dell'identità nazionale francese. Fin dagli anni novanta, la questione della nazionalità, specialmente per le nazioni che considerano la loro fondazione nel periodo tra il V e il IX secolo, è stata oggetto di un riesame che ha già prodotto diversi studi interessanti, alcuni dei quali porteranno sicuramente a un'ulteriore ridefinizione del significato di nazione e di come, di conseguenza, il concetto di nazionalità può essere definito.
Peraltro, è da aggiungere, dopo il progressivo degradamento del concetto latino di Gallia nell'Alto Medioevo, lo stesso titolo di Re di Francia, l'elaborazione di un nucleo lessicale della lingua francese e, in ultima analisi, la nozione stessa di Francia, non sorsero in un preciso momento storico, ma emersero gradualmente dopo il 987, nelle prime fasi della dinastia Capetingia. Fu solo nel XIII secolo che il titolo di Rex Franciae soppiantò definitivamente quello di Rex Francorum Occidentalium assunto da Carlo il Calvo nell'843 con la creazione del Regno dei Franchi Occidentali.
Alla luce di tutte queste considerazioni storiografiche, la lista che segue inizia convenzionalmente con l'ascesa al trono di Pipino il Breve, figlio di Carlo Martello e primo sovrano della dinastia carolingia, avvenuta nel novembre del 751 in seguito alla deposizione dell'ultimo sovrano della precedente dinastia, il merovingio Childerico III. La stessa lista prosegue con l'incoronazione di suo figlio Carlo Magno a Imperatore del Sacro Romano Impero, avvenuta nella notte di Natale dell'800, evento che, secondo una tradizione postuma, diede inizio all'enumerazione dei sovrani francesi, e quindi con la creazione, nell'843, del Regno che si sarebbe evoluto nella Francia moderna. Per i precedenti monarchi franchi, si veda Sovrani franchi.

## Re dei Franchi (751-840)
| Nome                    | Ritratto | Data di nascita | Regno            | Regno            | Matrimoni | Note |
| Nome                    | Ritratto | Data di nascita | Inizio           | Fine             | Matrimoni | Note |
| ----------------------- | -------- | --------------- | ---------------- | ---------------- | --- | --- |
| Carolingi (751-888)     |          |                 |                  |                  | | |
| Pipino il Breve         |          | 714             | novembre 751     | 24 settembre 768 | Bertrada di Laon tre figli e cinque figlie | figlio di Carlo Martello e di Rotrude di Treviri; Maestro di Palazzo di Neustria dal 741 al 751, salì al trono spodestando il re Childerico III |
| Carlo I Magno           |          | 2 aprile 742    | 24 settembre 768 | 28 gennaio 814   | (1) Imiltrude un figlio e una figlia (2) Desiderata nessun figlio (3) Ildegarda quattro figli e cinque figlie (4) Fastrada due figli (5) Liutgarda nessun figlio | figlio di Pipino; venne incoronato Imperatore dei Romani da papa Leone III il 25 dicembre 800                                                   |
| Luigi I Ludovico il Pio |          | 16 aprile 778   | 28 gennaio 814   | 20 giugno 840    | (1) Ermengarda di Hesbaye tre figli e tre figlie (2) Giuditta di Baviera un figlio ed una figlia                                                                 | figlio di Carlo Magno e Ildegarda; Imperatore                                                                                                   |

## Re dei Franchi Occidentali (840-987)
| Nome                  | Ritratto | Data di nascita  | Regno            | Regno                   | Matrimoni                                                                                                  | Note |
| Nome                  | Ritratto | Data di nascita  | Inizio           | Fine                    | Matrimoni                                                                                                  | Note |
| --------------------- | -------- | ---------------- | ---------------- | ----------------------- | --- | --- |
| Carolingi (751-888)   |          |                  |                  |                         | | |
| Carlo II il Calvo     |          | 13 giugno 823    | 20 giugno 840    | 6 ottobre 877           | (1) Ermentrude d'Orléans quattro figli e cinque figlie (2) Richilde di Provenza quattro figli e una figlia | figlio di Ludovico e Giuditta; Imperatore (875-877)                                                                                |
| Luigi II il Balbo     |          | 1º novembre 846  | 6 ottobre 877    | 10 aprile 879           | (1) Ansgarda di Borgogna due figli e tre figlie (2) Adelaide del Friuli un figlio postumo                  | figlio di Carlo II ed Ermentrude                                                                                                   |
| Luigi III il Giovane  |          | 863/5            | 10 aprile 879    | 5 agosto 882            | - | figlio di Luigi II ed Ansgarda; re di Neustria e coregnante di Carlomanno II                                                       |
| Carlomanno II         |          | 866/8            | 10 aprile 879    | 6 dicembre 884          | - | figlio di Luigi II ed Ansgarda; re d'Aquitania e coregnante di Luigi III sino alla morte del fratello                              |
| Carlo (III) il Grosso |          | 839              | 12 dicembre 884  | 11 dicembre 887 deposto | Riccarda di Svevia nessun figlio                                                                           | figlio di Ludovico II il Germanico; Imperatore (881-887); reggente di Carlo III; morto il 13 gennaio 888                           |
| Robertingi (888-898)  |          |                  |                  |                         | | |
| Oddone                |          | 852 circa        | 29 febbraio 888  | 3 gennaio 898           | Teoderada di Troyes tre figli ed una figlia                                                                | conte di Parigi; eletto re dai nobili del regno                                                                                    |
| Carolingi (898-922)   |          |                  |                  |                         | | |
| Carlo III il Semplice |          | 17 settembre 879 | 28 gennaio 898   | 30 giugno 922           | (1) Frederuna sei figlie (2) Eadgifu d'Inghilterra un figlio                                               | figlio di Luigi II e Adelaide; prima ribelle contro Oddone, poi riconosciuto come suo successore; deposto e morto il 7 ottobre 929 |
| Robertingi (922-923)  |          |                  |                  |                         | | |
| Roberto I             |          | 860 circa        | 30 giugno 922    | 15 giugno 923           | (1) Adele del Maine una figlia (2) Beatrice di Vermandois un figlio ed una figlia                          | conte di Parigi, fratello di Oddone                                                                                                |
| Bosonidi (923-936)    |          |                  |                  |                         | | |
| Rodolfo               |          | 890 circa        | 13 luglio 923    | 15 gennaio 936          | Emma di Francia un figlio ed una figlia                                                                    | genero di Roberto; duca di Borgogna                                                                                                |
| Carolingi (936-987)   |          |                  |                  |                         | | |
| Luigi IV d'Oltremare  |          | 10 settembre 920 | 19 giugno 936    | 10 settembre 954        | Gerberga di Sassonia quattro figli e due figlie                                                            | figlio di Carlo III e Eadgifu |
| Lotario               |          | 941              | 10 settembre 954 | 2 marzo 986             | Emma d'Italia due figli                                                                                    | figlio di Luigi IV e Gerberga |
| Luigi V il Fannullone |          | 967 circa        | 2 marzo 986      | 21 maggio 987           | Adelaide d'Angiò nessun figlio                                                                             | figlio di Lotario ed Emma |

Alla morte di Luigi V, che non lasciò discendenti, si estinse la dinastia Carolingia.

## Re di Francia (987-1314)
La dinastia Capetingia salì al trono con l'elezione di Ugo Capeto a re da parte del clero e della nobiltà francesi. La dinastia Capetingia, la linea di discendenza maschile di Ugo Capeto, governò la Francia con continuità dal 987 al 1792 e dal 1815 al 1848. Ai rami della dinastia che governarono dopo il 1328, comunque, viene generalmente dato il nome specifico del ramo: Valois, Borbone e Orléans.
| Nome                 | Ritratto | Data di nascita    | Regno             | Regno             | Matrimoni | Note                                                                                   |
| Nome                 | Ritratto | Data di nascita    | Inizio            | Fine              | Matrimoni | Note                                                                                   |
| -------------------- | -------- | ------------------ | ----------------- | ----------------- | --- | -------------------------------------------------------------------------------------- |
| Capetingi (987-1328) |          |                    |                   |                   | |                                                                                        |
| Ugo Capeto           |          | 940 circa          | 3 luglio 987      | 24 ottobre 996    | Adelaide d'Aquitania un figlio e tre figlie                                                                                         | figlio del robertingio Ugo il Grande, discendente anche dai Carolingi; conte di Parigi |
| Roberto II il Pio    |          | 27 marzo 972       | 24 ottobre 996    | 20 luglio 1031    | (1) Rozala d'Ivrea nessun figlio (2) Berta di Borgogna nessun figlio (3) Costanza d'Arles quattro figli e tre figlie                | figlio di Ugo e Adelaide                                                               |
| Enrico I             |          | 4 maggio 1008      | 20 luglio 1031    | 4 agosto 1060     | (1) Matilda di Frisia una figlia (2) Anna di Kiev tre figli e una figlia                                                            | figlio di Roberto II e Costanza                                                        |
| Filippo I il Giusto  |          | 23 maggio 1052     | 4 agosto 1060     | 29 luglio 1108    | (1) Berta d'Olanda quattro figli e una figlia (2) Bertrada di Montfort due figli e una o due figlie                                 | figlio di Enrico I e Anna                                                              |
| Luigi VI il Grosso   |          | 1º dicembre 1081   | 29 luglio 1108    | 1º agosto 1137    | (1) Luciana di Rocherfort nessun figlio (annullato) (2) Adelaide di Savoia sette figli e due figlie                                 | figlio di Filippo I e Berta                                                            |
| Luigi VII il Giovane |          | 1120               | 1º agosto 1137    | 18 settembre 1180 | (1) Eleonora d'Aquitania due figlie (2) Costanza di Castiglia due figlie (3) Adèle di Champagne un figlio e una figlia              | figlio di Luigi VI e Adelaide                                                          |
| Filippo II Augusto   |          | 21 agosto 1165     | 18 settembre 1180 | 14 luglio 1223    | (1) Isabella di Hainaut un figlio (2) Ingeburge di Danimarca nessun figlio (annullato) (3) Agnese di Merania due figli e una figlia | figlio di Luigi VII e Adele                                                            |
| Luigi VIII il Leone  |          | 5 settembre 1187   | 14 luglio 1223    | 8 novembre 1226   | Bianca di Castiglia dieci figli e tre figlie                                                                                        | figlio di Filippo II e Isabella                                                        |
| Luigi IX il Santo    |          | 25 aprile 1214     | 8 novembre 1226   | 25 agosto 1270    | Margherita di Provenza sei figli e cinque figlie                                                                                    | quarto figlio di Luigi VIII e Bianca                                                   |
| Filippo III l'Ardito |          | 30 aprile 1245     | 25 agosto 1270    | 5 ottobre 1285    | (1) Isabella d'Aragona cinque figli (2) Maria di Brabante un figlio e due figlie                                                    | secondo figlio di Luigi IX e Margherita                                                |
| Filippo IV il Bello  |          | aprile/luglio 1268 | 5 ottobre 1285    | 29 novembre 1314  | Giovanna I di Navarra quattro figli e tre figlie                                                                                    | secondo figlio di Filippo III e Isabella                                               |

Non sono inclusi nella lista Ugo II, primo figlio maschio di Roberto II, e Filippo, primogenito di Luigi VI; entrambi, in linea con la tradizione dei primi Capetingi, furono associati al trono e incoronati durante il regno dei loro padri, ma premorirono loro. Poiché nessuno di loro regnò autonomamente non sono tradizionalmente inseriti nelle liste dei re francesi.

## Re di Francia e di Navarra (1314-1328)
| Nome                  | Ritratto | Data di nascita  | Regno            | Regno            | Matrimoni | Note                                           |
| Nome                  | Ritratto | Data di nascita  | Inizio           | Fine             | Matrimoni | Note                                           |
| --------------------- | -------- | ---------------- | ---------------- | ---------------- | --- | ---------------------------------------------- |
| Capetingi (987-1328)  |          |                  |                  |                  | |                                                |
| Luigi X il Testardo   |          | 4 ottobre 1289   | 29 novembre 1314 | 5 giugno 1316    | (1) Margherita di Borgogna una figlia (2) Clemenza d'Ungheria un figlio postumo                                    | primogenito maschio di Filippo IV e Giovanna   |
| Giovanni I il Postumo |          | 15 novembre 1316 | 15 novembre 1316 | 20 novembre 1316 | - | figlio di Luigi X e Clemenza                   |
| Filippo V il Lungo    |          | 17 novembre 1293 | 20 novembre 1316 | 3 gennaio 1322   | Giovanna II di Borgogna due figli e quattro o cinque figlie                                                        | secondogenito maschio di Filippo IV e Giovanna |
| Carlo IV il Bello     |          | 18 giugno 1294   | 3 gennaio 1322   | 1º febbraio 1328 | (1) Bianca di Borgogna un figlio e una figlia (2) Maria del Lussemburgo un figlio (3) Giovanna d'Évreux tre figlie | terzogenito maschio di Filippo IV e Giovanna   |

La vera e propria dinastia Capetingia si perse con la morte senza eredi degli ultimi tre re.

## Re di Francia (1328-1589)
La dinastia Valois si instaurò sul trono con Filippo VI, figlio di Carlo di Valois, fratello di Filippo IV il Bello. Dal 1422 al 1453 il trono fu conteso da Enrico VI d'Inghilterra.
| Nome                         | Ritratto | Data di nascita   | Regno             | Regno             | Matrimoni | Note |
| Nome                         | Ritratto | Data di nascita   | Inizio            | Fine              | Matrimoni | Note |
| ---------------------------- | -------- | ----------------- | ----------------- | ----------------- | --- | --- |
| Valois (1328-1498)           |          |                   |                   |                   | | |
| Filippo VI il Fortunato      |          | 1293              | 1º febbraio 1328  | 22 agosto 1350    | (1) Giovanna di Borgogna cinque figli e due figlie (2) Bianca di Navarra una figlia postuma                                        | nipote di Filippo III; (il parente maschio più prossimo era Edoardo III, re d'Inghilterra e figlio di Isabella di Francia, figlia di Filippo IV il Bello, contestò il suo trono) |
| Giovanni II il Buono         |          | 26 aprile 1319    | 22 agosto 1350    | 8 aprile 1364     | (1) Bona di Lussemburgo quattro figli e sette figlie (2) Giovanna I d'Alvernia un figlio e due figlie                              | primogenito di Filippo VI e Giovanna |
| Carlo V il Saggio            |          | 21 gennaio 1338   | 8 aprile 1364     | 16 settembre 1380 | Giovanna di Borbone quattro figli e cinque figlie                                                                                  | primogenito maschio di Giovanni II e Bona |
| Carlo VI il Pazzo            |          | 3 dicembre 1368   | 16 settembre 1380 | 21 ottobre 1422   | Isabella di Baviera sei figli e sei figlie                                                                                         | terzo figlio maschio di Carlo V e Giovanna; fu progressivamente reso incapace dalla pazzia; con il trattato di Troyes, riconobbe Enrico VI come suo erede                        |
| Lancaster (1422-1453)        |          |                   |                   |                   | | |
| Enrico II (contestato)       |          | 6 dicembre 1421   | 21 ottobre 1422   | 19 ottobre 1453   | Margherita d'Angiò un figlio | unico figlio di Enrico V D'Inghilterra e di Caterina, figlia di Carlo VI di Francia; re d'Inghilterra (come Enrico VI); morto il 21 maggio 1471                                  |
| Valois (1328-1498)           |          |                   |                   |                   | | |
| Carlo VII il Vittorioso      |          | 22 febbraio 1403  | 21 ottobre 1422   | 22 luglio 1461    | Maria d'Angiò cinque figli e otto figlie                                                                                           | quinto figlio maschio di Carlo VI e Isabella, ripudiato dopo il trattato di Troyes; fuggito nel sud della Francia, riconquistò il paese                                          |
| Luigi XI il Prudente         |          | 3 luglio 1423     | 22 luglio 1461    | 30 agosto 1483    | (1) Margherita di Scozia nessun figlio (2) Carlotta di Savoia cinque figli e tre figlie                                            | primogenito di Carlo VII e Maria |
| Carlo VIII l'Affabile        |          | 30 giugno 1470    | 30 agosto 1483    | 7 aprile 1498     | Anna di Bretagna tre figli e una figlia                                                                                            | quarto figlio maschio di Luigi XI e Carlotta; morto senza eredi maschi sopravvissuti                                                                                             |
| Valois-Orléans (1498-1515)   |          |                   |                   |                   | | |
| Luigi XII                    |          | 27 giugno 1462    | 7 aprile 1498     | 1º gennaio 1515   | (1) Giovanna di Valois nessun figlio (annullato) (2) Anna di Bretagna due figli e due figlie (3) Maria d'Inghilterra nessun figlio | pronipote di Carlo V in linea maschile; morto senza eredi maschi sopravvissuti                                                                                                   |
| Valois-Angoulême (1515-1589) |          |                   |                   |                   | | |
| Francesco I                  |          | 12 settembre 1494 | 1º gennaio 1515   | 31 marzo 1547     | (1) Claudia di Francia tre figli e quattro figlie (2) Eleonora d'Austria nessun figlio                                             | pro-pronipote di Carlo V in linea maschile; sposato con la figlia di Luigi XII, Claudia                                                                                          |
| Enrico II il Galante         |          | 31 marzo 1519     | 31 marzo 1547     | 10 luglio 1559    | Caterina de' Medici cinque figli e cinque figlie                                                                                   | secondogenito maschio di Francesco I e Claudia |
| Francesco II                 |          | 19 gennaio 1544   | 10 luglio 1559    | 5 dicembre 1560   | Maria I di Scozia nessun figlio | primogenito di Enrico II e Caterina |
| Carlo IX                     |          | 27 giugno 1550    | 5 dicembre 1560   | 30 maggio 1574    | Elisabetta d'Austria una figlia | terzogenito maschio di Enrico II e Caterina |
| Enrico III                   |          | 19 settembre 1551 | 30 maggio 1574    | 2 agosto 1589     | Luisa di Lorena-Vaudémont nessun figlio                                                                                            | nato Alessandro Edoardo; quartogenito maschio di Enrico II e Caterina; anche re di Polonia (1573-1574); assassinato                                                              |

Enrico III fu il terzo e ultimo figlio del re Enrico II a salire al trono, morì senza figli.

## Re di Francia e di Navarra (1589-1791)
Enrico IV salì al trono per volere di Enrico III che lo designò suo erede secondo la legge salica, risalendo quindi in linea maschile fino a Luigi IX.
| Nome                             | Ritratto | Data di nascita   | Regno             | Regno             | Matrimoni                                                                                      | Note |
| Nome                             | Ritratto | Data di nascita   | Inizio            | Fine              | Matrimoni                                                                                      | Note |
| -------------------------------- | -------- | ----------------- | ----------------- | ----------------- | ---------------------------------------------------------------------------------------------- | --- |
| Borbone (1589-1792)              |          |                   |                   |                   |                                                                                                | |
| Carlo X (contestato)             |          | 22 settembre 1523 | 7 agosto 1589     | 9 maggio 1590     | -                                                                                              | discendente in linea maschile di Luigi IX; figlio di Carlo IV di Borbone-Vendôme e Francesca di Alençon; riconosciuto come erede di Enrico III dalla Lega cattolica e dal Trattato di Joinville. Rinunciò ai suoi diritti in favore del nipote Enrico IV. Anche Arcivescovo di Rouen. |
| Enrico IV il Grande              |          | 13 dicembre 1553  | 2 agosto 1589     | 14 maggio 1610    | (1) Margherita di Valois nessun figlio (annullato) (2) Maria de' Medici tre figli e tre figlie | discendente in linea maschile da Luigi IX; figlio di Antonio di Borbone-Vendôme e Giovanna III di Navarra; ugonotto convertito al Cattolicesimo; assassinato |
| Luigi XIII il Giusto             |          | 27 settembre 1601 | 14 maggio 1610    | 14 maggio 1643    | Anna d'Austria due figli                                                                       | primogenito di Enrico IV e Maria; governarono in suo nome: la Regina Madre (1610-1617), il Cardinale Richelieu (1624-1642), il Cardinale Mazarino (1642-1643) |
| Luigi XIV il Re Sole o il Grande |          | 5 settembre 1638  | 14 maggio 1643    | 1º settembre 1715 | Maria Teresa di Spagna tre figli e tre figlie                                                  | primogenito di Luigi XIII e Anna; assunse effettivamente il potere nel 1661, alla morte del Cardinale Mazarino |
| Luigi XV il Beneamato            |          | 15 febbraio 1710  | 1º settembre 1715 | 10 maggio 1774    | Maria Leszczyńska due figli e otto figlie                                                      | pronipote di Luigi XIV; figlio di Luigi, duca di Borgogna (che è figlio di Luigi, il Gran Delfino e Maria Anna di Baviera) e Maria Adelaide di Savoia |
| Luigi XVI                        |          | 23 agosto 1754    | 10 maggio 1774    | 3 settembre 1791  | Maria Antonietta d'Austria due figli e due figlie                                              | nipote di Luigi XV; figlio di Luigi Ferdinando di Francia (primogenito di Luigi XV) e Maria Giuseppina di Sassonia; il 21 giugno 1791 tentò la fuga con la famiglia; Dovette accettare la Costituzione francese del 1791                                                              |

## Re dei Francesi (1791-1792)
| Nome                              | Ritratto | Data di nascita | Regno            | Regno                     | Matrimoni                                         | Note                            |
| Nome                              | Ritratto | Data di nascita | Inizio           | Fine                      | Matrimoni                                         | Note                            |
| --------------------------------- | -------- | --------------- | ---------------- | ------------------------- | ------------------------------------------------- | ------------------------------- |
| Borbone (1791-1792)               |          |                 |                  |                           |                                                   |                                 |
| Luigi XVI Luigi Capeto o l'Ultimo |          | 23 agosto 1754  | 3 settembre 1791 | 21 settembre 1792 deposto | Maria Antonietta d'Austria due figli e due figlie | detronizzato dai rivoluzionari. |

## Re di Francia titolari (1792-1814)
| Nome                      | Ritratto | Data di nascita  | Regno             | Regno           | Matrimoni                                         | Note |
| Nome                      | Ritratto | Data di nascita  | Inizio            | Fine            | Matrimoni                                         | Note |
| ------------------------- | -------- | ---------------- | ----------------- | --------------- | ------------------------------------------------- | --- |
| Borbone (1792-1814)       |          |                  |                   |                 |                                                   | |
| Luigi XVI                 |          | 23 agosto 1754   | 21 settembre 1792 | 21 gennaio 1793 | Maria Antonietta d'Austria due figli e due figlie | ghigliottinato il 21 gennaio 1793 |
| Luigi XVII                |          | 27 marzo 1785    | 21 gennaio 1793   | 8 giugno 1795   | -                                                 | secondo figlio maschio di Luigi XVI e Maria Antonietta; morto per le precarie condizioni di salute in cui era tenuto durante la prigionia    |
| Luigi XVIII il Desiderato |          | 17 novembre 1755 | 8 giugno 1795     | 11 aprile 1814  | Maria Giuseppina di Savoia nessun figlio          | fratello di Luigi XVI; nipote di Luigi XV; figlio di Luigi Ferdinando di Francia; conte di Provenza; fuggito dalla Francia il 20 giugno 1791 |

Luigi XVI, Luigi XVII e Luigi XVIII furono riconosciuti come tali solo dai monarchici, essendo stata abolita ufficialmente la monarchia in Francia
| Nome                  | Ritratto | Data di nascita | Regno         | Regno          | Matrimoni                                                                       | Note |
| Nome                  | Ritratto | Data di nascita | Inizio        | Fine           | Matrimoni                                                                       | Note |
| --------------------- | -------- | --------------- | ------------- | -------------- | ------------------------------------------------------------------------------- | --- |
| Bonaparte (1802-1804) |          |                 |               |                |                                                                                 | |
| Napoleone Bonaparte   |          | 15 agosto 1769  | 2 agosto 1802 | 18 maggio 1804 | (1) Giuseppina di Beauharnais nessun figlio (2) Maria Luisa d'Austria un figlio | come Primo Console; con il plebiscito del 1802, che lo rese Console a vita, restaurò di fatto, anche se non ancora di diritto, la monarchia |

## Imperatori dei Francesi (1804-1814)
| Nome                            | Ritratto | Data di nascita | Regno          | Regno                 | Matrimoni                                                                       | Note                                                         |
| Nome                            | Ritratto | Data di nascita | Inizio         | Fine                  | Matrimoni                                                                       | Note                                                         |
| ------------------------------- | -------- | --------------- | -------------- | --------------------- | ------------------------------------------------------------------------------- | ------------------------------------------------------------ |
| Bonaparte (1804-1814)           |          |                 |                |                       |                                                                                 |                                                              |
| Napoleone I Napoleone il Grande |          | 15 agosto 1769  | 18 maggio 1804 | 11 aprile 1814 abdica | (1) Giuseppina di Beauharnais nessun figlio (2) Maria Luisa d'Austria un figlio | anche re d'Italia e protettore della Confederazione del Reno |

## Re di Francia e di Navarra (1814-1815)
| Nome                      | Ritratto | Data di nascita  | Regno          | Regno                 | Matrimoni                                | Note                      |
| Nome                      | Ritratto | Data di nascita  | Inizio         | Fine                  | Matrimoni                                | Note                      |
| ------------------------- | -------- | ---------------- | -------------- | --------------------- | ---------------------------------------- | ------------------------- |
| Borbone (1814-1815)       |          |                  |                |                       |                                          |                           |
| Luigi XVIII il Desiderato |          | 17 novembre 1755 | 11 aprile 1814 | 20 marzo 1815 deposto | Maria Giuseppina di Savoia nessun figlio | restaurato la prima volta |

## Imperatori dei Francesi (1815)
| Nome                                                  | Ritratto | Data di nascita | Regno          | Regno                 | Matrimoni                                                                       | Note |
| Nome                                                  | Ritratto | Data di nascita | Inizio         | Fine                  | Matrimoni                                                                       | Note |
| ----------------------------------------------------- | -------- | --------------- | -------------- | --------------------- | ------------------------------------------------------------------------------- | --- |
| Bonaparte (1815)                                      |          |                 |                |                       |                                                                                 | |
| Napoleone I Napoleone il Grande                       |          | 15 agosto 1769  | 20 marzo 1815  | 22 giugno 1815 abdica | (1) Giuseppina di Beauharnais nessun figlio (2) Maria Luisa d'Austria un figlio | esiliato a Sant'Elena; morto il 5 maggio 1821                                                                                            |
| Napoleone II il Re di Roma o l'Aquilotto (contestato) |          | 20 marzo 1811   | 22 giugno 1815 | 7 luglio 1815 deposto | -                                                                               | figlio di Napoleone I e Maria Luisa; portato a Vienna dopo la prima abdicazione del padre; non poté mai regnare; morto il 22 luglio 1832 |

## Re di Francia e di Navarra (1815-1830)
| Nome                      | Ritratto | Data di nascita   | Regno             | Regno                 | Matrimoni                                      | Note |
| Nome                      | Ritratto | Data di nascita   | Inizio            | Fine                  | Matrimoni                                      | Note |
| ------------------------- | -------- | ----------------- | ----------------- | --------------------- | ---------------------------------------------- | --- |
| Borbone (1815-1830)       |          |                   |                   |                       |                                                | |
| Luigi XVIII il Desiderato |          | 17 novembre 1755  | 7 luglio 1815     | 16 settembre 1824     | Maria Giuseppina di Savoia nessun figlio       | restaurato la seconda volta |
| Carlo X                   |          | 9 ottobre 1757    | 16 settembre 1824 | 2 agosto 1830 abdica  | Maria Teresa di Savoia due figli e due figlie  | fratello di Luigi XVI; nipote di Luigi XV; figlio di Luigi Ferdinando di Francia; di tendenze assolutiste, fu deposto con la Rivoluzione di luglio; morto il 6 novembre 1836 |
| Luigi XIX (contestato)    |          | 6 agosto 1775     | 2 agosto 1830     | 2 agosto 1830 abdica  | Maria Teresa Carlotta di Francia nessun figlio | figlio di Carlo X; dopo che suo padre ebbe abdicato rinunciò a sua volta al trono lo stesso giorno; morto il 3 giugno 1844                                                   |
| Enrico V (contestato)     |          | 29 settembre 1820 | 2 agosto 1830     | 9 agosto 1830 deposto | Maria Teresa di Modena nessun figlio           | nipote di Carlo X; figlio di Carlo d'Artois, duca di Berry (figlio di Carlo X ) e di Carolina delle Due Sicilie morto il 24 agosto 1883                                      |

## Re dei Francesi (1830-1848)
| Nome                                             | Ritratto | Data di nascita | Regno            | Regno                    | Matrimoni                                                 | Note |
| Nome                                             | Ritratto | Data di nascita | Inizio           | Fine                     | Matrimoni                                                 | Note |
| ------------------------------------------------ | -------- | --------------- | ---------------- | ------------------------ | --------------------------------------------------------- | --- |
| Borbone-Orléans (1830-1848)                      |          |                 |                  |                          |                                                           | |
| Luigi Filippo I il Re Cittadino o il Re Borghese |          | 6 ottobre 1773  | 9 agosto 1830    | 24 febbraio 1848 abdica  | Maria Amalia delle Due Sicilie sei figli e quattro figlie | discendente in linea maschile da Luigi XIII e femminile da Luigi XIV; con lo scoppio della rivoluzione del 1848 fugge da Parigi; morto il 26 agosto 1850     |
| Luigi Filippo II (contestato)                    |          | 24 agosto 1838  | 24 febbraio 1848 | 26 febbraio 1848 deposto | Maria Isabella d'Orléans quattro figli e quattro figlie   | nipote di Luigi Filippo I; figlio di Ferdinando Filippo d'Orléans (primogenito di Luigi Filippo I) e Elena di Meclemburgo-Schwerin; morto l'8 settembre 1894 |

## Seconda Repubblica (1848-1852)
Primo ed unico Presidente della Seconda Repubblica fu il principe Carlo Luigi Napoleone Bonaparte, figlio di Luigi Bonaparte, re d'Olanda e fratello di Napoleone, dal 20 dicembre 1848 al 2 dicembre 1852, quando a seguito di un plebiscito si proclamò Imperatore dei Francesi.

## Imperatori dei Francesi (1852-1870)
| Nome                  | Ritratto | Data di nascita | Regno           | Regno                    | Matrimoni                    | Note |
| Nome                  | Ritratto | Data di nascita | Inizio          | Fine                     | Matrimoni                    | Note |
| --------------------- | -------- | --------------- | --------------- | ------------------------ | ---------------------------- | --- |
| Bonaparte (1852-1870) |          |                 |                 |                          |                              | |
| Napoleone III         |          | 20 aprile 1808  | 2 dicembre 1852 | 4 settembre 1870 deposto | Eugenia de Montijo un figlio | Figlio di Luigi Bonaparte (fratello minore di Napoleone I) e Ortensia di Beauharnais (figliastra di Napoleone I); Costretto a rinunciare al trono dopo la battaglia di Sedan; morto il 9 gennaio 1873 |

## Linee di successione dei sovrani di Francia

### Carolingi
|                     |                     |                     |                     |                     |                     |                                   |                                   |                                   |                                   |                                   |                                   | PIPINO *714 †768            |                             |                             |                             |                             |                             |  |  |  |  |  |  |  |  |  |  |  |  |  |  |  |  |  |  |
|                     |                     |                     |                     |                     |                     |                                   |                                   |                                   |                                   |                                   |                                   |                             |                             |                             |                             |                             |                             |  |  |  |  |  |  |  |  |  |  |  |  |  |  |  |  |  |  |
|                     |                     |                     |                     |                     |                     |                                   |                                   |                                   |                                   |                                   |                                   | CARLO I Magno *742 †814     |                             |                             |                             |                             |                             |  |  |  |  |  |  |  |  |  |  |  |  |  |  |  |  |  |  |
|                     |                     |                     |                     |                     |                     |                                   |                                   |                                   |                                   |                                   |                                   |                             |                             |                             |                             |                             |                             |  |  |  |  |  |  |  |  |  |  |  |  |  |  |  |  |  |  |
|                     |                     |                     |                     |                     |                     |                                   |                                   |                                   |                                   |                                   |                                   | LUIGI I il Pio *778 †840    |                             |                             |                             |                             |                             |  |  |  |  |  |  |  |  |  |  |  |  |  |  |  |  |  |  |
|                     |                     |                     |                     |                     |                     |                                   |                                   |                                   |                                   |                                   |                                   |                             |                             |                             |                             |                             |                             |  |  |  |  |  |  |  |  |  |  |  |  |  |  |  |  |  |  |
|                     |                     |                     |                     |                     |                     |                                   |                                   |                                   |                                   |                                   |                                   |                             |                             |                             |                             |                             |                             |  |  |  |  |  |  |  |  |  |  |  |  |  |  |  |  |  |  |
|                     |                     |                     |                     |                     |                     | Luigi II il Germanico *802/6 †876 | Luigi II il Germanico *802/6 †876 | Luigi II il Germanico *802/6 †876 | Luigi II il Germanico *802/6 †876 | Luigi II il Germanico *802/6 †876 | Luigi II il Germanico *802/6 †876 | CARLO II il Calvo *823 †875 | CARLO II il Calvo *823 †875 | CARLO II il Calvo *823 †875 | CARLO II il Calvo *823 †875 | CARLO II il Calvo *823 †875 | CARLO II il Calvo *823 †875 |  |  |  |  |  |  |  |  |  |  |  |  |  |  |  |  |  |  |
|                     |                     |                     |                     |                     |                     | Luigi II il Germanico *802/6 †876 | Luigi II il Germanico *802/6 †876 | Luigi II il Germanico *802/6 †876 | Luigi II il Germanico *802/6 †876 | Luigi II il Germanico *802/6 †876 | Luigi II il Germanico *802/6 †876 | CARLO II il Calvo *823 †875 | CARLO II il Calvo *823 †875 | CARLO II il Calvo *823 †875 | CARLO II il Calvo *823 †875 | CARLO II il Calvo *823 †875 | CARLO II il Calvo *823 †875 |  |  |  |  |  |  |  |  |  |  |  |  |  |  |  |  |  |  |
|                     |                     |                     |                     |                     |                     | CARLO (III) il Grosso *839 †888   | CARLO (III) il Grosso *839 †888   | CARLO (III) il Grosso *839 †888   | CARLO (III) il Grosso *839 †888   | CARLO (III) il Grosso *839 †888   | CARLO (III) il Grosso *839 †888   | LUIGI II *846 †879          | LUIGI II *846 †879          | LUIGI II *846 †879          | LUIGI II *846 †879          | LUIGI II *846 †879          | LUIGI II *846 †879          |  |  |  |  |  |  |  |  |  |  |  |  |  |  |  |  |  |  |
|                     |                     |                     |                     |                     |                     | CARLO (III) il Grosso *839 †888   | CARLO (III) il Grosso *839 †888   | CARLO (III) il Grosso *839 †888   | CARLO (III) il Grosso *839 †888   | CARLO (III) il Grosso *839 †888   | CARLO (III) il Grosso *839 †888   | LUIGI II *846 †879          | LUIGI II *846 †879          | LUIGI II *846 †879          | LUIGI II *846 †879          | LUIGI II *846 †879          | LUIGI II *846 †879          |  |  |  |  |  |  |  |  |  |  |  |  |  |  |  |  |  |  |
|                     |                     |                     |                     |                     |                     |                                   |                                   |                                   |                                   |                                   |                                   |                             |                             |                             |                             |                             |                             |  |  |  |  |  |  |  |  |  |  |  |  |  |  |  |  |  |  |
| LUIGI III *864 †876 | LUIGI III *864 †876 | LUIGI III *864 †876 | LUIGI III *864 †876 | LUIGI III *864 †876 | LUIGI III *864 †876 | CARLOMANNO (II) *866 †884         | CARLOMANNO (II) *866 †884         | CARLOMANNO (II) *866 †884         | CARLOMANNO (II) *866 †884         | CARLOMANNO (II) *866 †884         | CARLOMANNO (II) *866 †884         | CARLO III *879 †929         | CARLO III *879 †929         | CARLO III *879 †929         | CARLO III *879 †929         | CARLO III *879 †929         | CARLO III *879 †929         |  |  |  |  |  |  |  |  |  |  |  |  |  |  |  |  |  |  |
| LUIGI III *864 †876 | LUIGI III *864 †876 | LUIGI III *864 †876 | LUIGI III *864 †876 | LUIGI III *864 †876 | LUIGI III *864 †876 | CARLOMANNO (II) *866 †884         | CARLOMANNO (II) *866 †884         | CARLOMANNO (II) *866 †884         | CARLOMANNO (II) *866 †884         | CARLOMANNO (II) *866 †884         | CARLOMANNO (II) *866 †884         | CARLO III *879 †929         | CARLO III *879 †929         | CARLO III *879 †929         | CARLO III *879 †929         | CARLO III *879 †929         | CARLO III *879 †929         |  |  |  |  |  |  |  |  |  |  |  |  |  |  |  |  |  |  |
|                     |                     |                     |                     |                     |                     |                                   |                                   |                                   |                                   |                                   |                                   | LUIGI IV *921 †954          |                             |                             |                             |                             |                             |  |  |  |  |  |  |  |  |  |  |  |  |  |  |  |  |  |  |
|                     |                     |                     |                     |                     |                     |                                   |                                   |                                   |                                   |                                   |                                   |                             |                             |                             |                             |                             |                             |  |  |  |  |  |  |  |  |  |  |  |  |  |  |  |  |  |  |
|                     |                     |                     |                     |                     |                     |                                   |                                   |                                   |                                   |                                   |                                   | LOTARIO *941 †986           |                             |                             |                             |                             |                             |  |  |  |  |  |  |  |  |  |  |  |  |  |  |  |  |  |  |
|                     |                     |                     |                     |                     |                     |                                   |                                   |                                   |                                   |                                   |                                   |                             |                             |                             |                             |                             |                             |  |  |  |  |  |  |  |  |  |  |  |  |  |  |  |  |  |  |
|                     |                     |                     |                     |                     |                     |                                   |                                   |                                   |                                   |                                   |                                   | LUIGI V *967 †987           |                             |                             |                             |                             |                             |  |  |  |  |  |  |  |  |  |  |  |  |  |  |  |  |  |  |

### Capetingi
|  |  |                        |                        |                        |                        |                        |                        |  |  |                          |                          |                          |                          |                          |                          |  |  |                         |                         |                         |                         |                         |                         |  |  |                             |                             |                             |                             |                             |                             |  |  | UGO I CAPETO *941 †996          |                                 |                                 |                                 |                                 |                                 |  |  |  |  |  |  |  |  |  |  |  |  |  |  |  |  |  |  |  |  |  |  |  |  |  |  |  |  |  |  |
|  |  |                        |                        |                        |                        |                        |                        |  |  |                          |                          |                          |                          |                          |                          |  |  |                         |                         |                         |                         |                         |                         |  |  |                             |                             |                             |                             |                             |                             |  |  |                                 |                                 |                                 |                                 |                                 |                                 |  |  |  |  |  |  |  |  |  |  |  |  |  |  |  |  |  |  |  |  |  |  |  |  |  |  |  |  |  |  |
|  |  |                        |                        |                        |                        |                        |                        |  |  |                          |                          |                          |                          |                          |                          |  |  |                         |                         |                         |                         |                         |                         |  |  |                             |                             |                             |                             |                             |                             |  |  | ROBERTO II *972 †1031           |                                 |                                 |                                 |                                 |                                 |  |  |  |  |  |  |  |  |  |  |  |  |  |  |  |  |  |  |  |  |  |  |  |  |  |  |  |  |  |  |
|  |  |                        |                        |                        |                        |                        |                        |  |  |                          |                          |                          |                          |                          |                          |  |  |                         |                         |                         |                         |                         |                         |  |  |                             |                             |                             |                             |                             |                             |  |  |                                 |                                 |                                 |                                 |                                 |                                 |  |  |  |  |  |  |  |  |  |  |  |  |  |  |  |  |  |  |  |  |  |  |  |  |  |  |  |  |  |  |
|  |  |                        |                        |                        |                        |                        |                        |  |  |                          |                          |                          |                          |                          |                          |  |  |                         |                         |                         |                         |                         |                         |  |  |                             |                             |                             |                             |                             |                             |  |  |                                 |                                 |                                 |                                 |                                 |                                 |  |  |  |  |  |  |  |  |  |  |  |  |  |  |  |  |  |  |  |  |  |  |  |  |  |  |  |  |  |  |
|  |  |                        |                        |                        |                        |                        |                        |  |  |                          |                          |                          |                          |                          |                          |  |  |                         |                         |                         |                         |                         |                         |  |  | UGO (II) *1007 †1026        | UGO (II) *1007 †1026        | UGO (II) *1007 †1026        | UGO (II) *1007 †1026        | UGO (II) *1007 †1026        | UGO (II) *1007 †1026        |  |  | ENRICO I *1008 †1060            | ENRICO I *1008 †1060            | ENRICO I *1008 †1060            | ENRICO I *1008 †1060            | ENRICO I *1008 †1060            | ENRICO I *1008 †1060            |  |  |  |  |  |  |  |  |  |  |  |  |  |  |  |  |  |  |  |  |  |  |  |  |  |  |  |  |  |  |
|  |  |                        |                        |                        |                        |                        |                        |  |  |                          |                          |                          |                          |                          |                          |  |  |                         |                         |                         |                         |                         |                         |  |  | UGO (II) *1007 †1026        | UGO (II) *1007 †1026        | UGO (II) *1007 †1026        | UGO (II) *1007 †1026        | UGO (II) *1007 †1026        | UGO (II) *1007 †1026        |  |  | ENRICO I *1008 †1060            | ENRICO I *1008 †1060            | ENRICO I *1008 †1060            | ENRICO I *1008 †1060            | ENRICO I *1008 †1060            | ENRICO I *1008 †1060            |  |  |  |  |  |  |  |  |  |  |  |  |  |  |  |  |  |  |  |  |  |  |  |  |  |  |  |  |  |  |
|  |  |                        |                        |                        |                        |                        |                        |  |  |                          |                          |                          |                          |                          |                          |  |  |                         |                         |                         |                         |                         |                         |  |  |                             |                             |                             |                             |                             |                             |  |  | FILIPPO I *1053 †1108           |                                 |                                 |                                 |                                 |                                 |  |  |  |  |  |  |  |  |  |  |  |  |  |  |  |  |  |  |  |  |  |  |  |  |  |  |  |  |  |  |
|  |  |                        |                        |                        |                        |                        |                        |  |  |                          |                          |                          |                          |                          |                          |  |  |                         |                         |                         |                         |                         |                         |  |  |                             |                             |                             |                             |                             |                             |  |  |                                 |                                 |                                 |                                 |                                 |                                 |  |  |  |  |  |  |  |  |  |  |  |  |  |  |  |  |  |  |  |  |  |  |  |  |  |  |  |  |  |  |
|  |  |                        |                        |                        |                        |                        |                        |  |  |                          |                          |                          |                          |                          |                          |  |  |                         |                         |                         |                         |                         |                         |  |  |                             |                             |                             |                             |                             |                             |  |  | LUIGI VI *1081 †1137            |                                 |                                 |                                 |                                 |                                 |  |  |  |  |  |  |  |  |  |  |  |  |  |  |  |  |  |  |  |  |  |  |  |  |  |  |  |  |  |  |
|  |  |                        |                        |                        |                        |                        |                        |  |  |                          |                          |                          |                          |                          |                          |  |  |                         |                         |                         |                         |                         |                         |  |  |                             |                             |                             |                             |                             |                             |  |  |                                 |                                 |                                 |                                 |                                 |                                 |  |  |  |  |  |  |  |  |  |  |  |  |  |  |  |  |  |  |  |  |  |  |  |  |  |  |  |  |  |  |
|  |  |                        |                        |                        |                        |                        |                        |  |  |                          |                          |                          |                          |                          |                          |  |  |                         |                         |                         |                         |                         |                         |  |  |                             |                             |                             |                             |                             |                             |  |  | LUIGI VII *1120 †1180           |                                 |                                 |                                 |                                 |                                 |  |  |  |  |  |  |  |  |  |  |  |  |  |  |  |  |  |  |  |  |  |  |  |  |  |  |  |  |  |  |
|  |  |                        |                        |                        |                        |                        |                        |  |  |                          |                          |                          |                          |                          |                          |  |  |                         |                         |                         |                         |                         |                         |  |  |                             |                             |                             |                             |                             |                             |  |  |                                 |                                 |                                 |                                 |                                 |                                 |  |  |  |  |  |  |  |  |  |  |  |  |  |  |  |  |  |  |  |  |  |  |  |  |  |  |  |  |  |  |
|  |  |                        |                        |                        |                        |                        |                        |  |  |                          |                          |                          |                          |                          |                          |  |  |                         |                         |                         |                         |                         |                         |  |  |                             |                             |                             |                             |                             |                             |  |  | FILIPPO II *1165 †1223          |                                 |                                 |                                 |                                 |                                 |  |  |  |  |  |  |  |  |  |  |  |  |  |  |  |  |  |  |  |  |  |  |  |  |  |  |  |  |  |  |
|  |  |                        |                        |                        |                        |                        |                        |  |  |                          |                          |                          |                          |                          |                          |  |  |                         |                         |                         |                         |                         |                         |  |  |                             |                             |                             |                             |                             |                             |  |  |                                 |                                 |                                 |                                 |                                 |                                 |  |  |  |  |  |  |  |  |  |  |  |  |  |  |  |  |  |  |  |  |  |  |  |  |  |  |  |  |  |  |
|  |  |                        |                        |                        |                        |                        |                        |  |  |                          |                          |                          |                          |                          |                          |  |  |                         |                         |                         |                         |                         |                         |  |  |                             |                             |                             |                             |                             |                             |  |  | LUIGI VIII *1187 †1226          |                                 |                                 |                                 |                                 |                                 |  |  |  |  |  |  |  |  |  |  |  |  |  |  |  |  |  |  |  |  |  |  |  |  |  |  |  |  |  |  |
|  |  |                        |                        |                        |                        |                        |                        |  |  |                          |                          |                          |                          |                          |                          |  |  |                         |                         |                         |                         |                         |                         |  |  |                             |                             |                             |                             |                             |                             |  |  |                                 |                                 |                                 |                                 |                                 |                                 |  |  |  |  |  |  |  |  |  |  |  |  |  |  |  |  |  |  |  |  |  |  |  |  |  |  |  |  |  |  |
|  |  |                        |                        |                        |                        |                        |                        |  |  |                          |                          |                          |                          |                          |                          |  |  |                         |                         |                         |                         |                         |                         |  |  |                             |                             |                             |                             |                             |                             |  |  | LUIGI IX *1214 †1270            |                                 |                                 |                                 |                                 |                                 |  |  |  |  |  |  |  |  |  |  |  |  |  |  |  |  |  |  |  |  |  |  |  |  |  |  |  |  |  |  |
|  |  |                        |                        |                        |                        |                        |                        |  |  |                          |                          |                          |                          |                          |                          |  |  |                         |                         |                         |                         |                         |                         |  |  |                             |                             |                             |                             |                             |                             |  |  |                                 |                                 |                                 |                                 |                                 |                                 |  |  |  |  |  |  |  |  |  |  |  |  |  |  |  |  |  |  |  |  |  |  |  |  |  |  |  |  |  |  |
|  |  |                        |                        |                        |                        |                        |                        |  |  |                          |                          |                          |                          |                          |                          |  |  |                         |                         |                         |                         |                         |                         |  |  |                             |                             |                             |                             |                             |                             |  |  |                                 |                                 |                                 |                                 |                                 |                                 |  |  |  |  |  |  |  |  |  |  |  |  |  |  |  |  |  |  |  |  |  |  |  |  |  |  |  |  |  |  |
|  |  |                        |                        |                        |                        |                        |                        |  |  |                          |                          |                          |                          |                          |                          |  |  |                         |                         |                         |                         |                         |                         |  |  | FILIPPO III *1245 †1285     | FILIPPO III *1245 †1285     | FILIPPO III *1245 †1285     | FILIPPO III *1245 †1285     | FILIPPO III *1245 †1285     | FILIPPO III *1245 †1285     |  |  | Roberto di Clermont *1256 †1317 | Roberto di Clermont *1256 †1317 | Roberto di Clermont *1256 †1317 | Roberto di Clermont *1256 †1317 | Roberto di Clermont *1256 †1317 | Roberto di Clermont *1256 †1317 |  |  |  |  |  |  |  |  |  |  |  |  |  |  |  |  |  |  |  |  |  |  |  |  |  |  |  |  |  |  |
|  |  |                        |                        |                        |                        |                        |                        |  |  |                          |                          |                          |                          |                          |                          |  |  |                         |                         |                         |                         |                         |                         |  |  | FILIPPO III *1245 †1285     | FILIPPO III *1245 †1285     | FILIPPO III *1245 †1285     | FILIPPO III *1245 †1285     | FILIPPO III *1245 †1285     | FILIPPO III *1245 †1285     |  |  | Roberto di Clermont *1256 †1317 | Roberto di Clermont *1256 †1317 | Roberto di Clermont *1256 †1317 | Roberto di Clermont *1256 †1317 | Roberto di Clermont *1256 †1317 | Roberto di Clermont *1256 †1317 |  |  |  |  |  |  |  |  |  |  |  |  |  |  |  |  |  |  |  |  |  |  |  |  |  |  |  |  |  |  |
|  |  |                        |                        |                        |                        |                        |                        |  |  |                          |                          |                          |                          |                          |                          |  |  |                         |                         |                         |                         |                         |                         |  |  |                             |                             |                             |                             |                             |                             |  |  |                                 |                                 |                                 |                                 |                                 |                                 |  |  |  |  |  |  |  |  |  |  |  |  |  |  |  |  |  |  |  |  |  |  |  |  |  |  |  |  |  |  |
|  |  |                        |                        |                        |                        |                        |                        |  |  |                          |                          |                          |                          |                          |                          |  |  | FILIPPO IV *1268 †1314  | FILIPPO IV *1268 †1314  | FILIPPO IV *1268 †1314  | FILIPPO IV *1268 †1314  | FILIPPO IV *1268 †1314  | FILIPPO IV *1268 †1314  |  |  | Carlo di Valois *1270 †1325 | Carlo di Valois *1270 †1325 | Carlo di Valois *1270 †1325 | Carlo di Valois *1270 †1325 | Carlo di Valois *1270 †1325 | Carlo di Valois *1270 †1325 |  |  | Luigi I *1278 †1342             | Luigi I *1278 †1342             | Luigi I *1278 †1342             | Luigi I *1278 †1342             | Luigi I *1278 †1342             | Luigi I *1278 †1342             |  |  |  |  |  |  |  |  |  |  |  |  |  |  |  |  |  |  |  |  |  |  |  |  |  |  |  |  |  |  |
|  |  |                        |                        |                        |                        |                        |                        |  |  |                          |                          |                          |                          |                          |                          |  |  | FILIPPO IV *1268 †1314  | FILIPPO IV *1268 †1314  | FILIPPO IV *1268 †1314  | FILIPPO IV *1268 †1314  | FILIPPO IV *1268 †1314  | FILIPPO IV *1268 †1314  |  |  | Carlo di Valois *1270 †1325 | Carlo di Valois *1270 †1325 | Carlo di Valois *1270 †1325 | Carlo di Valois *1270 †1325 | Carlo di Valois *1270 †1325 | Carlo di Valois *1270 †1325 |  |  | Luigi I *1278 †1342             | Luigi I *1278 †1342             | Luigi I *1278 †1342             | Luigi I *1278 †1342             | Luigi I *1278 †1342             | Luigi I *1278 †1342             |  |  |  |  |  |  |  |  |  |  |  |  |  |  |  |  |  |  |  |  |  |  |  |  |  |  |  |  |  |  |
|  |  |                        |                        |                        |                        |                        |                        |  |  |                          |                          |                          |                          |                          |                          |  |  |                         |                         |                         |                         |                         |                         |  |  |                             |                             |                             |                             |                             |                             |  |  |                                 |                                 |                                 |                                 |                                 |                                 |  |  |  |  |  |  |  |  |  |  |  |  |  |  |  |  |  |  |  |  |  |  |  |  |  |  |  |  |  |  |
|  |  | LUIGI X *1289 †1316    | LUIGI X *1289 †1316    | LUIGI X *1289 †1316    | LUIGI X *1289 †1316    | LUIGI X *1289 †1316    | LUIGI X *1289 †1316    |  |  | FILIPPO V *1291 †1322    | FILIPPO V *1291 †1322    | FILIPPO V *1291 †1322    | FILIPPO V *1291 †1322    | FILIPPO V *1291 †1322    | FILIPPO V *1291 †1322    |  |  | CARLO IV *1294 †1328    | CARLO IV *1294 †1328    | CARLO IV *1294 †1328    | CARLO IV *1294 †1328    | CARLO IV *1294 †1328    | CARLO IV *1294 †1328    |  |  | FILIPPO VI *1297 †1350      | FILIPPO VI *1297 †1350      | FILIPPO VI *1297 †1350      | FILIPPO VI *1297 †1350      | FILIPPO VI *1297 †1350      | FILIPPO VI *1297 †1350      |  |  | Giacomo I *1319 †1362           | Giacomo I *1319 †1362           | Giacomo I *1319 †1362           | Giacomo I *1319 †1362           | Giacomo I *1319 †1362           | Giacomo I *1319 †1362           |  |  |  |  |  |  |  |  |  |  |  |  |  |  |  |  |  |  |  |  |  |  |  |  |  |  |  |  |  |  |
|  |  | LUIGI X *1289 †1316    | LUIGI X *1289 †1316    | LUIGI X *1289 †1316    | LUIGI X *1289 †1316    | LUIGI X *1289 †1316    | LUIGI X *1289 †1316    |  |  | FILIPPO V *1291 †1322    | FILIPPO V *1291 †1322    | FILIPPO V *1291 †1322    | FILIPPO V *1291 †1322    | FILIPPO V *1291 †1322    | FILIPPO V *1291 †1322    |  |  | CARLO IV *1294 †1328    | CARLO IV *1294 †1328    | CARLO IV *1294 †1328    | CARLO IV *1294 †1328    | CARLO IV *1294 †1328    | CARLO IV *1294 †1328    |  |  | FILIPPO VI *1297 †1350      | FILIPPO VI *1297 †1350      | FILIPPO VI *1297 †1350      | FILIPPO VI *1297 †1350      | FILIPPO VI *1297 †1350      | FILIPPO VI *1297 †1350      |  |  | Giacomo I *1319 †1362           | Giacomo I *1319 †1362           | Giacomo I *1319 †1362           | Giacomo I *1319 †1362           | Giacomo I *1319 †1362           | Giacomo I *1319 †1362           |  |  |  |  |  |  |  |  |  |  |  |  |  |  |  |  |  |  |  |  |  |  |  |  |  |  |  |  |  |  |
|  |  | GIOVANNI I *1316 †1316 | GIOVANNI I *1316 †1316 | GIOVANNI I *1316 †1316 | GIOVANNI I *1316 †1316 | GIOVANNI I *1316 †1316 | GIOVANNI I *1316 †1316 |  |  |                          |                          |                          |                          |                          |                          |  |  |                         |                         |                         |                         |                         |                         |  |  | GIOVANNI II *1319 †1364     | GIOVANNI II *1319 †1364     | GIOVANNI II *1319 †1364     | GIOVANNI II *1319 †1364     | GIOVANNI II *1319 †1364     | GIOVANNI II *1319 †1364     |  |  | Giovanni *1344 †1397            | Giovanni *1344 †1397            | Giovanni *1344 †1397            | Giovanni *1344 †1397            | Giovanni *1344 †1397            | Giovanni *1344 †1397            |  |  |  |  |  |  |  |  |  |  |  |  |  |  |  |  |  |  |  |  |  |  |  |  |  |  |  |  |  |  |
|  |  | GIOVANNI I *1316 †1316 | GIOVANNI I *1316 †1316 | GIOVANNI I *1316 †1316 | GIOVANNI I *1316 †1316 | GIOVANNI I *1316 †1316 | GIOVANNI I *1316 †1316 |  |  |                          |                          |                          |                          |                          |                          |  |  |                         |                         |                         |                         |                         |                         |  |  | GIOVANNI II *1319 †1364     | GIOVANNI II *1319 †1364     | GIOVANNI II *1319 †1364     | GIOVANNI II *1319 †1364     | GIOVANNI II *1319 †1364     | GIOVANNI II *1319 †1364     |  |  | Giovanni *1344 †1397            | Giovanni *1344 †1397            | Giovanni *1344 †1397            | Giovanni *1344 †1397            | Giovanni *1344 †1397            | Giovanni *1344 †1397            |  |  |  |  |  |  |  |  |  |  |  |  |  |  |  |  |  |  |  |  |  |  |  |  |  |  |  |  |  |  |
|  |  |                        |                        |                        |                        |                        |                        |  |  |                          |                          |                          |                          |                          |                          |  |  |                         |                         |                         |                         |                         |                         |  |  | CARLO V *1337 †1380         | CARLO V *1337 †1380         | CARLO V *1337 †1380         | CARLO V *1337 †1380         | CARLO V *1337 †1380         | CARLO V *1337 †1380         |  |  | Luigi *1376 †1446               | Luigi *1376 †1446               | Luigi *1376 †1446               | Luigi *1376 †1446               | Luigi *1376 †1446               | Luigi *1376 †1446               |  |  |  |  |  |  |  |  |  |  |  |  |  |  |  |  |  |  |  |  |  |  |  |  |  |  |  |  |  |  |
|  |  |                        |                        |                        |                        |                        |                        |  |  |                          |                          |                          |                          |                          |                          |  |  |                         |                         |                         |                         |                         |                         |  |  | CARLO V *1337 †1380         | CARLO V *1337 †1380         | CARLO V *1337 †1380         | CARLO V *1337 †1380         | CARLO V *1337 †1380         | CARLO V *1337 †1380         |  |  | Luigi *1376 †1446               | Luigi *1376 †1446               | Luigi *1376 †1446               | Luigi *1376 †1446               | Luigi *1376 †1446               | Luigi *1376 †1446               |  |  |  |  |  |  |  |  |  |  |  |  |  |  |  |  |  |  |  |  |  |  |  |  |  |  |  |  |  |  |
|  |  |                        |                        |                        |                        |                        |                        |  |  |                          |                          |                          |                          |                          |                          |  |  |                         |                         |                         |                         |                         |                         |  |  |                             |                             |                             |                             |                             |                             |  |  |                                 |                                 |                                 |                                 |                                 |                                 |  |  |  |  |  |  |  |  |  |  |  |  |  |  |  |  |  |  |  |  |  |  |  |  |  |  |  |  |  |  |
|  |  |                        |                        |                        |                        |                        |                        |  |  | CARLO VI *1368 †1422     | CARLO VI *1368 †1422     | CARLO VI *1368 †1422     | CARLO VI *1368 †1422     | CARLO VI *1368 †1422     | CARLO VI *1368 †1422     |  |  |                         |                         |                         |                         |                         |                         |  |  | Luigi I *1372 †1407         | Luigi I *1372 †1407         | Luigi I *1372 †1407         | Luigi I *1372 †1407         | Luigi I *1372 †1407         | Luigi I *1372 †1407         |  |  | Giovanni *1428 †1477            | Giovanni *1428 †1477            | Giovanni *1428 †1477            | Giovanni *1428 †1477            | Giovanni *1428 †1477            | Giovanni *1428 †1477            |  |  |  |  |  |  |  |  |  |  |  |  |  |  |  |  |  |  |  |  |  |  |  |  |  |  |  |  |  |  |
|  |  |                        |                        |                        |                        |                        |                        |  |  | CARLO VI *1368 †1422     | CARLO VI *1368 †1422     | CARLO VI *1368 †1422     | CARLO VI *1368 †1422     | CARLO VI *1368 †1422     | CARLO VI *1368 †1422     |  |  |                         |                         |                         |                         |                         |                         |  |  | Luigi I *1372 †1407         | Luigi I *1372 †1407         | Luigi I *1372 †1407         | Luigi I *1372 †1407         | Luigi I *1372 †1407         | Luigi I *1372 †1407         |  |  | Giovanni *1428 †1477            | Giovanni *1428 †1477            | Giovanni *1428 †1477            | Giovanni *1428 †1477            | Giovanni *1428 †1477            | Giovanni *1428 †1477            |  |  |  |  |  |  |  |  |  |  |  |  |  |  |  |  |  |  |  |  |  |  |  |  |  |  |  |  |  |  |
|  |  |                        |                        |                        |                        |                        |                        |  |  |                          |                          |                          |                          |                          |                          |  |  |                         |                         |                         |                         |                         |                         |  |  |                             |                             |                             |                             |                             |                             |  |  |                                 |                                 |                                 |                                 |                                 |                                 |  |  |  |  |  |  |  |  |  |  |  |  |  |  |  |  |  |  |  |  |  |  |  |  |  |  |  |  |  |  |
|  |  |                        |                        |                        |                        |                        |                        |  |  | CARLO VII *1403 †1461    | CARLO VII *1403 †1461    | CARLO VII *1403 †1461    | CARLO VII *1403 †1461    | CARLO VII *1403 †1461    | CARLO VII *1403 †1461    |  |  | Carlo *1394 †1465       | Carlo *1394 †1465       | Carlo *1394 †1465       | Carlo *1394 †1465       | Carlo *1394 †1465       | Carlo *1394 †1465       |  |  | Giovanni *1400 †1467        | Giovanni *1400 †1467        | Giovanni *1400 †1467        | Giovanni *1400 †1467        | Giovanni *1400 †1467        | Giovanni *1400 †1467        |  |  | Francesco *1470 †1495           | Francesco *1470 †1495           | Francesco *1470 †1495           | Francesco *1470 †1495           | Francesco *1470 †1495           | Francesco *1470 †1495           |  |  |  |  |  |  |  |  |  |  |  |  |  |  |  |  |  |  |  |  |  |  |  |  |  |  |  |  |  |  |
|  |  |                        |                        |                        |                        |                        |                        |  |  | CARLO VII *1403 †1461    | CARLO VII *1403 †1461    | CARLO VII *1403 †1461    | CARLO VII *1403 †1461    | CARLO VII *1403 †1461    | CARLO VII *1403 †1461    |  |  | Carlo *1394 †1465       | Carlo *1394 †1465       | Carlo *1394 †1465       | Carlo *1394 †1465       | Carlo *1394 †1465       | Carlo *1394 †1465       |  |  | Giovanni *1400 †1467        | Giovanni *1400 †1467        | Giovanni *1400 †1467        | Giovanni *1400 †1467        | Giovanni *1400 †1467        | Giovanni *1400 †1467        |  |  | Francesco *1470 †1495           | Francesco *1470 †1495           | Francesco *1470 †1495           | Francesco *1470 †1495           | Francesco *1470 †1495           | Francesco *1470 †1495           |  |  |  |  |  |  |  |  |  |  |  |  |  |  |  |  |  |  |  |  |  |  |  |  |  |  |  |  |  |  |
|  |  |                        |                        |                        |                        |                        |                        |  |  | LUIGI XI *1423 †1483     | LUIGI XI *1423 †1483     | LUIGI XI *1423 †1483     | LUIGI XI *1423 †1483     | LUIGI XI *1423 †1483     | LUIGI XI *1423 †1483     |  |  | LUIGI XII *1462 †1515   | LUIGI XII *1462 †1515   | LUIGI XII *1462 †1515   | LUIGI XII *1462 †1515   | LUIGI XII *1462 †1515   | LUIGI XII *1462 †1515   |  |  | Carlo *1459 †1496           | Carlo *1459 †1496           | Carlo *1459 †1496           | Carlo *1459 †1496           | Carlo *1459 †1496           | Carlo *1459 †1496           |  |  | Carlo IV *1489 †1537            | Carlo IV *1489 †1537            | Carlo IV *1489 †1537            | Carlo IV *1489 †1537            | Carlo IV *1489 †1537            | Carlo IV *1489 †1537            |  |  |  |  |  |  |  |  |  |  |  |  |  |  |  |  |  |  |  |  |  |  |  |  |  |  |  |  |  |  |
|  |  |                        |                        |                        |                        |                        |                        |  |  | LUIGI XI *1423 †1483     | LUIGI XI *1423 †1483     | LUIGI XI *1423 †1483     | LUIGI XI *1423 †1483     | LUIGI XI *1423 †1483     | LUIGI XI *1423 †1483     |  |  | LUIGI XII *1462 †1515   | LUIGI XII *1462 †1515   | LUIGI XII *1462 †1515   | LUIGI XII *1462 †1515   | LUIGI XII *1462 †1515   | LUIGI XII *1462 †1515   |  |  | Carlo *1459 †1496           | Carlo *1459 †1496           | Carlo *1459 †1496           | Carlo *1459 †1496           | Carlo *1459 †1496           | Carlo *1459 †1496           |  |  | Carlo IV *1489 †1537            | Carlo IV *1489 †1537            | Carlo IV *1489 †1537            | Carlo IV *1489 †1537            | Carlo IV *1489 †1537            | Carlo IV *1489 †1537            |  |  |  |  |  |  |  |  |  |  |  |  |  |  |  |  |  |  |  |  |  |  |  |  |  |  |  |  |  |  |
|  |  |                        |                        |                        |                        |                        |                        |  |  | CARLO VIII *1470 †1498   | CARLO VIII *1470 †1498   | CARLO VIII *1470 †1498   | CARLO VIII *1470 †1498   | CARLO VIII *1470 †1498   | CARLO VIII *1470 †1498   |  |  | Claudia *1499 †1524     | Claudia *1499 †1524     | Claudia *1499 †1524     | Claudia *1499 †1524     | Claudia *1499 †1524     | Claudia *1499 †1524     |  |  | FRANCESCO I *1494 †1547     | FRANCESCO I *1494 †1547     | FRANCESCO I *1494 †1547     | FRANCESCO I *1494 †1547     | FRANCESCO I *1494 †1547     | FRANCESCO I *1494 †1547     |  |  | Antonio di Navarra *1518 †1562  | Antonio di Navarra *1518 †1562  | Antonio di Navarra *1518 †1562  | Antonio di Navarra *1518 †1562  | Antonio di Navarra *1518 †1562  | Antonio di Navarra *1518 †1562  |  |  |  |  |  |  |  |  |  |  |  |  |  |  |  |  |  |  |  |  |  |  |  |  |  |  |  |  |  |  |
|  |  |                        |                        |                        |                        |                        |                        |  |  | CARLO VIII *1470 †1498   | CARLO VIII *1470 †1498   | CARLO VIII *1470 †1498   | CARLO VIII *1470 †1498   | CARLO VIII *1470 †1498   | CARLO VIII *1470 †1498   |  |  | Claudia *1499 †1524     | Claudia *1499 †1524     | Claudia *1499 †1524     | Claudia *1499 †1524     | Claudia *1499 †1524     | Claudia *1499 †1524     |  |  | FRANCESCO I *1494 †1547     | FRANCESCO I *1494 †1547     | FRANCESCO I *1494 †1547     | FRANCESCO I *1494 †1547     | FRANCESCO I *1494 †1547     | FRANCESCO I *1494 †1547     |  |  | Antonio di Navarra *1518 †1562  | Antonio di Navarra *1518 †1562  | Antonio di Navarra *1518 †1562  | Antonio di Navarra *1518 †1562  | Antonio di Navarra *1518 †1562  | Antonio di Navarra *1518 †1562  |  |  |  |  |  |  |  |  |  |  |  |  |  |  |  |  |  |  |  |  |  |  |  |  |  |  |  |  |  |  |
|  |  |                        |                        |                        |                        |                        |                        |  |  |                          |                          |                          |                          |                          |                          |  |  |                         |                         |                         |                         |                         |                         |  |  |                             |                             |                             |                             |                             |                             |  |  |                                 |                                 |                                 |                                 |                                 |                                 |  |  |  |  |  |  |  |  |  |  |  |  |  |  |  |  |  |  |  |  |  |  |  |  |  |  |  |  |  |  |
|  |  |                        |                        |                        |                        |                        |                        |  |  |                          |                          |                          |                          |                          |                          |  |  |                         |                         |                         |                         |                         |                         |  |  | ENRICO II *1519 †1559       | ENRICO II *1519 †1559       | ENRICO II *1519 †1559       | ENRICO II *1519 †1559       | ENRICO II *1519 †1559       | ENRICO II *1519 †1559       |  |  | ENRICO IV *1553 †1610           | ENRICO IV *1553 †1610           | ENRICO IV *1553 †1610           | ENRICO IV *1553 †1610           | ENRICO IV *1553 †1610           | ENRICO IV *1553 †1610           |  |  |  |  |  |  |  |  |  |  |  |  |  |  |  |  |  |  |  |  |  |  |  |  |  |  |  |  |  |  |
|  |  |                        |                        |                        |                        |                        |                        |  |  |                          |                          |                          |                          |                          |                          |  |  |                         |                         |                         |                         |                         |                         |  |  | ENRICO II *1519 †1559       | ENRICO II *1519 †1559       | ENRICO II *1519 †1559       | ENRICO II *1519 †1559       | ENRICO II *1519 †1559       | ENRICO II *1519 †1559       |  |  | ENRICO IV *1553 †1610           | ENRICO IV *1553 †1610           | ENRICO IV *1553 †1610           | ENRICO IV *1553 †1610           | ENRICO IV *1553 †1610           | ENRICO IV *1553 †1610           |  |  |  |  |  |  |  |  |  |  |  |  |  |  |  |  |  |  |  |  |  |  |  |  |  |  |  |  |  |  |
|  |  |                        |                        |                        |                        |                        |                        |  |  |                          |                          |                          |                          |                          |                          |  |  |                         |                         |                         |                         |                         |                         |  |  |                             |                             |                             |                             |                             |                             |  |  |                                 |                                 |                                 |                                 |                                 |                                 |  |  |  |  |  |  |  |  |  |  |  |  |  |  |  |  |  |  |  |  |  |  |  |  |  |  |  |  |  |  |
|  |  |                        |                        |                        |                        |                        |                        |  |  | FRANCESCO II *1544 †1560 | FRANCESCO II *1544 †1560 | FRANCESCO II *1544 †1560 | FRANCESCO II *1544 †1560 | FRANCESCO II *1544 †1560 | FRANCESCO II *1544 †1560 |  |  | CARLO IX *1550 †1574    | CARLO IX *1550 †1574    | CARLO IX *1550 †1574    | CARLO IX *1550 †1574    | CARLO IX *1550 †1574    | CARLO IX *1550 †1574    |  |  | ENRICO III *1551 †1589      | ENRICO III *1551 †1589      | ENRICO III *1551 †1589      | ENRICO III *1551 †1589      | ENRICO III *1551 †1589      | ENRICO III *1551 †1589      |  |  | LUIGI XIII *1601 †1643          | LUIGI XIII *1601 †1643          | LUIGI XIII *1601 †1643          | LUIGI XIII *1601 †1643          | LUIGI XIII *1601 †1643          | LUIGI XIII *1601 †1643          |  |  |  |  |  |  |  |  |  |  |  |  |  |  |  |  |  |  |  |  |  |  |  |  |  |  |  |  |  |  |
|  |  |                        |                        |                        |                        |                        |                        |  |  | FRANCESCO II *1544 †1560 | FRANCESCO II *1544 †1560 | FRANCESCO II *1544 †1560 | FRANCESCO II *1544 †1560 | FRANCESCO II *1544 †1560 | FRANCESCO II *1544 †1560 |  |  | CARLO IX *1550 †1574    | CARLO IX *1550 †1574    | CARLO IX *1550 †1574    | CARLO IX *1550 †1574    | CARLO IX *1550 †1574    | CARLO IX *1550 †1574    |  |  | ENRICO III *1551 †1589      | ENRICO III *1551 †1589      | ENRICO III *1551 †1589      | ENRICO III *1551 †1589      | ENRICO III *1551 †1589      | ENRICO III *1551 †1589      |  |  | LUIGI XIII *1601 †1643          | LUIGI XIII *1601 †1643          | LUIGI XIII *1601 †1643          | LUIGI XIII *1601 †1643          | LUIGI XIII *1601 †1643          | LUIGI XIII *1601 †1643          |  |  |  |  |  |  |  |  |  |  |  |  |  |  |  |  |  |  |  |  |  |  |  |  |  |  |  |  |  |  |
|  |  |                        |                        |                        |                        |                        |                        |  |  |                          |                          |                          |                          |                          |                          |  |  |                         |                         |                         |                         |                         |                         |  |  |                             |                             |                             |                             |                             |                             |  |  |                                 |                                 |                                 |                                 |                                 |                                 |  |  |  |  |  |  |  |  |  |  |  |  |  |  |  |  |  |  |  |  |  |  |  |  |  |  |  |  |  |  |
|  |  |                        |                        |                        |                        |                        |                        |  |  |                          |                          |                          |                          |                          |                          |  |  |                         |                         |                         |                         |                         |                         |  |  | LUIGI XIV *1638 †1715       | LUIGI XIV *1638 †1715       | LUIGI XIV *1638 †1715       | LUIGI XIV *1638 †1715       | LUIGI XIV *1638 †1715       | LUIGI XIV *1638 †1715       |  |  | Filippo I *1640 †1701           | Filippo I *1640 †1701           | Filippo I *1640 †1701           | Filippo I *1640 †1701           | Filippo I *1640 †1701           | Filippo I *1640 †1701           |  |  |  |  |  |  |  |  |  |  |  |  |  |  |  |  |  |  |  |  |  |  |  |  |  |  |  |  |  |  |
|  |  |                        |                        |                        |                        |                        |                        |  |  |                          |                          |                          |                          |                          |                          |  |  |                         |                         |                         |                         |                         |                         |  |  | LUIGI XIV *1638 †1715       | LUIGI XIV *1638 †1715       | LUIGI XIV *1638 †1715       | LUIGI XIV *1638 †1715       | LUIGI XIV *1638 †1715       | LUIGI XIV *1638 †1715       |  |  | Filippo I *1640 †1701           | Filippo I *1640 †1701           | Filippo I *1640 †1701           | Filippo I *1640 †1701           | Filippo I *1640 †1701           | Filippo I *1640 †1701           |  |  |  |  |  |  |  |  |  |  |  |  |  |  |  |  |  |  |  |  |  |  |  |  |  |  |  |  |  |  |
|  |  |                        |                        |                        |                        |                        |                        |  |  |                          |                          |                          |                          |                          |                          |  |  |                         |                         |                         |                         |                         |                         |  |  | Luigi *1661 †1711           | Luigi *1661 †1711           | Luigi *1661 †1711           | Luigi *1661 †1711           | Luigi *1661 †1711           | Luigi *1661 †1711           |  |  | Filippo II *1674 †1723          | Filippo II *1674 †1723          | Filippo II *1674 †1723          | Filippo II *1674 †1723          | Filippo II *1674 †1723          | Filippo II *1674 †1723          |  |  |  |  |  |  |  |  |  |  |  |  |  |  |  |  |  |  |  |  |  |  |  |  |  |  |  |  |  |  |
|  |  |                        |                        |                        |                        |                        |                        |  |  |                          |                          |                          |                          |                          |                          |  |  |                         |                         |                         |                         |                         |                         |  |  | Luigi *1661 †1711           | Luigi *1661 †1711           | Luigi *1661 †1711           | Luigi *1661 †1711           | Luigi *1661 †1711           | Luigi *1661 †1711           |  |  | Filippo II *1674 †1723          | Filippo II *1674 †1723          | Filippo II *1674 †1723          | Filippo II *1674 †1723          | Filippo II *1674 †1723          | Filippo II *1674 †1723          |  |  |  |  |  |  |  |  |  |  |  |  |  |  |  |  |  |  |  |  |  |  |  |  |  |  |  |  |  |  |
|  |  |                        |                        |                        |                        |                        |                        |  |  |                          |                          |                          |                          |                          |                          |  |  |                         |                         |                         |                         |                         |                         |  |  | Luigi *1682 †1712           | Luigi *1682 †1712           | Luigi *1682 †1712           | Luigi *1682 †1712           | Luigi *1682 †1712           | Luigi *1682 †1712           |  |  | Luigi *1703 †1752               | Luigi *1703 †1752               | Luigi *1703 †1752               | Luigi *1703 †1752               | Luigi *1703 †1752               | Luigi *1703 †1752               |  |  |  |  |  |  |  |  |  |  |  |  |  |  |  |  |  |  |  |  |  |  |  |  |  |  |  |  |  |  |
|  |  |                        |                        |                        |                        |                        |                        |  |  |                          |                          |                          |                          |                          |                          |  |  |                         |                         |                         |                         |                         |                         |  |  | Luigi *1682 †1712           | Luigi *1682 †1712           | Luigi *1682 †1712           | Luigi *1682 †1712           | Luigi *1682 †1712           | Luigi *1682 †1712           |  |  | Luigi *1703 †1752               | Luigi *1703 †1752               | Luigi *1703 †1752               | Luigi *1703 †1752               | Luigi *1703 †1752               | Luigi *1703 †1752               |  |  |  |  |  |  |  |  |  |  |  |  |  |  |  |  |  |  |  |  |  |  |  |  |  |  |  |  |  |  |
|  |  |                        |                        |                        |                        |                        |                        |  |  |                          |                          |                          |                          |                          |                          |  |  |                         |                         |                         |                         |                         |                         |  |  | LUIGI XV *1710 †1774        | LUIGI XV *1710 †1774        | LUIGI XV *1710 †1774        | LUIGI XV *1710 †1774        | LUIGI XV *1710 †1774        | LUIGI XV *1710 †1774        |  |  | Luigi Filippo I *1725 †1785     | Luigi Filippo I *1725 †1785     | Luigi Filippo I *1725 †1785     | Luigi Filippo I *1725 †1785     | Luigi Filippo I *1725 †1785     | Luigi Filippo I *1725 †1785     |  |  |  |  |  |  |  |  |  |  |  |  |  |  |  |  |  |  |  |  |  |  |  |  |  |  |  |  |  |  |
|  |  |                        |                        |                        |                        |                        |                        |  |  |                          |                          |                          |                          |                          |                          |  |  |                         |                         |                         |                         |                         |                         |  |  | LUIGI XV *1710 †1774        | LUIGI XV *1710 †1774        | LUIGI XV *1710 †1774        | LUIGI XV *1710 †1774        | LUIGI XV *1710 †1774        | LUIGI XV *1710 †1774        |  |  | Luigi Filippo I *1725 †1785     | Luigi Filippo I *1725 †1785     | Luigi Filippo I *1725 †1785     | Luigi Filippo I *1725 †1785     | Luigi Filippo I *1725 †1785     | Luigi Filippo I *1725 †1785     |  |  |  |  |  |  |  |  |  |  |  |  |  |  |  |  |  |  |  |  |  |  |  |  |  |  |  |  |  |  |
|  |  |                        |                        |                        |                        |                        |                        |  |  |                          |                          |                          |                          |                          |                          |  |  |                         |                         |                         |                         |                         |                         |  |  | Luigi *1729 †1765           | Luigi *1729 †1765           | Luigi *1729 †1765           | Luigi *1729 †1765           | Luigi *1729 †1765           | Luigi *1729 †1765           |  |  | Luigi Filippo II *1747 †1793    | Luigi Filippo II *1747 †1793    | Luigi Filippo II *1747 †1793    | Luigi Filippo II *1747 †1793    | Luigi Filippo II *1747 †1793    | Luigi Filippo II *1747 †1793    |  |  |  |  |  |  |  |  |  |  |  |  |  |  |  |  |  |  |  |  |  |  |  |  |  |  |  |  |  |  |
|  |  |                        |                        |                        |                        |                        |                        |  |  |                          |                          |                          |                          |                          |                          |  |  |                         |                         |                         |                         |                         |                         |  |  | Luigi *1729 †1765           | Luigi *1729 †1765           | Luigi *1729 †1765           | Luigi *1729 †1765           | Luigi *1729 †1765           | Luigi *1729 †1765           |  |  | Luigi Filippo II *1747 †1793    | Luigi Filippo II *1747 †1793    | Luigi Filippo II *1747 †1793    | Luigi Filippo II *1747 †1793    | Luigi Filippo II *1747 †1793    | Luigi Filippo II *1747 †1793    |  |  |  |  |  |  |  |  |  |  |  |  |  |  |  |  |  |  |  |  |  |  |  |  |  |  |  |  |  |  |
|  |  |                        |                        |                        |                        |                        |                        |  |  |                          |                          |                          |                          |                          |                          |  |  |                         |                         |                         |                         |                         |                         |  |  |                             |                             |                             |                             |                             |                             |  |  |                                 |                                 |                                 |                                 |                                 |                                 |  |  |  |  |  |  |  |  |  |  |  |  |  |  |  |  |  |  |  |  |  |  |  |  |  |  |  |  |  |  |
|  |  |                        |                        |                        |                        |                        |                        |  |  | LUIGI XVI *1754 †1793    | LUIGI XVI *1754 †1793    | LUIGI XVI *1754 †1793    | LUIGI XVI *1754 †1793    | LUIGI XVI *1754 †1793    | LUIGI XVI *1754 †1793    |  |  | LUIGI XVIII *1755 †1824 | LUIGI XVIII *1755 †1824 | LUIGI XVIII *1755 †1824 | LUIGI XVIII *1755 †1824 | LUIGI XVIII *1755 †1824 | LUIGI XVIII *1755 †1824 |  |  | CARLO X *1757 †1836         | CARLO X *1757 †1836         | CARLO X *1757 †1836         | CARLO X *1757 †1836         | CARLO X *1757 †1836         | CARLO X *1757 †1836         |  |  | LUIGI FILIPPO I *1773 †1850     | LUIGI FILIPPO I *1773 †1850     | LUIGI FILIPPO I *1773 †1850     | LUIGI FILIPPO I *1773 †1850     | LUIGI FILIPPO I *1773 †1850     | LUIGI FILIPPO I *1773 †1850     |  |  |  |  |  |  |  |  |  |  |  |  |  |  |  |  |  |  |  |  |  |  |  |  |  |  |  |  |  |  |
|  |  |                        |                        |                        |                        |                        |                        |  |  | LUIGI XVI *1754 †1793    | LUIGI XVI *1754 †1793    | LUIGI XVI *1754 †1793    | LUIGI XVI *1754 †1793    | LUIGI XVI *1754 †1793    | LUIGI XVI *1754 †1793    |  |  | LUIGI XVIII *1755 †1824 | LUIGI XVIII *1755 †1824 | LUIGI XVIII *1755 †1824 | LUIGI XVIII *1755 †1824 | LUIGI XVIII *1755 †1824 | LUIGI XVIII *1755 †1824 |  |  | CARLO X *1757 †1836         | CARLO X *1757 †1836         | CARLO X *1757 †1836         | CARLO X *1757 †1836         | CARLO X *1757 †1836         | CARLO X *1757 †1836         |  |  | LUIGI FILIPPO I *1773 †1850     | LUIGI FILIPPO I *1773 †1850     | LUIGI FILIPPO I *1773 †1850     | LUIGI FILIPPO I *1773 †1850     | LUIGI FILIPPO I *1773 †1850     | LUIGI FILIPPO I *1773 †1850     |  |  |  |  |  |  |  |  |  |  |  |  |  |  |  |  |  |  |  |  |  |  |  |  |  |  |  |  |  |  |
|  |  |                        |                        |                        |                        |                        |                        |  |  |                          |                          |                          |                          |                          |                          |  |  |                         |                         |                         |                         |                         |                         |  |  |                             |                             |                             |                             |                             |                             |  |  |                                 |                                 |                                 |                                 |                                 |                                 |  |  |  |  |  |  |  |  |  |  |  |  |  |  |  |  |  |  |  |  |  |  |  |  |  |  |  |  |  |  |
|  |  |                        |                        |                        |                        |                        |                        |  |  | LUIGI XVII *1785 †1795   | LUIGI XVII *1785 †1795   | LUIGI XVII *1785 †1795   | LUIGI XVII *1785 †1795   | LUIGI XVII *1785 †1795   | LUIGI XVII *1785 †1795   |  |  | LUIGI XIX *1775 †1844   | LUIGI XIX *1775 †1844   | LUIGI XIX *1775 †1844   | LUIGI XIX *1775 †1844   | LUIGI XIX *1775 †1844   | LUIGI XIX *1775 †1844   |  |  | Carlo *1778 †1820           | Carlo *1778 †1820           | Carlo *1778 †1820           | Carlo *1778 †1820           | Carlo *1778 †1820           | Carlo *1778 †1820           |  |  | Casa d'Orléans                  | Casa d'Orléans                  | Casa d'Orléans                  | Casa d'Orléans                  | Casa d'Orléans                  | Casa d'Orléans                  |  |  |  |  |  |  |  |  |  |  |  |  |  |  |  |  |  |  |  |  |  |  |  |  |  |  |  |  |  |  |
|  |  |                        |                        |                        |                        |                        |                        |  |  | LUIGI XVII *1785 †1795   | LUIGI XVII *1785 †1795   | LUIGI XVII *1785 †1795   | LUIGI XVII *1785 †1795   | LUIGI XVII *1785 †1795   | LUIGI XVII *1785 †1795   |  |  | LUIGI XIX *1775 †1844   | LUIGI XIX *1775 †1844   | LUIGI XIX *1775 †1844   | LUIGI XIX *1775 †1844   | LUIGI XIX *1775 †1844   | LUIGI XIX *1775 †1844   |  |  | Carlo *1778 †1820           | Carlo *1778 †1820           | Carlo *1778 †1820           | Carlo *1778 †1820           | Carlo *1778 †1820           | Carlo *1778 †1820           |  |  | Casa d'Orléans                  | Casa d'Orléans                  | Casa d'Orléans                  | Casa d'Orléans                  | Casa d'Orléans                  | Casa d'Orléans                  |  |  |  |  |  |  |  |  |  |  |  |  |  |  |  |  |  |  |  |  |  |  |  |  |  |  |  |  |  |  |
|  |  |                        |                        |                        |                        |                        |                        |  |  |                          |                          |                          |                          |                          |                          |  |  |                         |                         |                         |                         |                         |                         |  |  | ENRICO V *1820 †1883        |                             |                             |                             |                             |                             |  |  |                                 |                                 |                                 |                                 |                                 |                                 |  |  |  |  |  |  |  |  |  |  |  |  |  |  |  |  |  |  |  |  |  |  |  |  |  |  |  |  |  |  |